# Развој светског рекорда у бацању кугле на отвореном за жене
Први светски рекорд у бацању кугле у женској конкуренцији признат је од стране од стране Федерације спортске женске Интернационале (ФСФИ) 1924. ФСФИ је апсорбована од стране ИААФ {Међународне асоцијације атлетских федерација} (ИААФ) 1936, која је ратификовала све резултате од 1924. и закључно са 25. новембром ратификовала је 50 резултата у овој дисциплини.

### Светски рекорди у бацању кугле за жене
| Резултат (м) | Атлетичарка                                | Датум               | Место                              |
| ------------ | ------------------------------------------ | ------------------- | ---------------------------------- |
| 10,15        | Violette Gouraud-Morris, Француска         | 14. јул 1924        | Париз, Француска                   |
| 10,84        | Рут Ланге, Вајмарска република             | 28. мај 1927.       | Праг, Чехословачка                 |
| 11,32        | Рут Ланге, Вајмарска република             | 6. август 1927.     | Вроцлав, Немачка                   |
| 11,52        | Рут Ланге, Вајмарска република             | 3. јун 1928.        | Берлин, Немачка                    |
| 11,96        | Грете Хојблајн, Вајмарска република        | 15. јул 1928.       | Берлин, Немачка                    |
| 12,85        | Грете Хојблајн, Вајмарска република        | 21. јул 1929.       | Франкфурт на Мајни, Немачка        |
| 12,88        | Грете Хојблајн, Вајмарска република        | 28. јун 1931.       | Париз, Француска                   |
| 13,70        | Грете Хојблајн, Вајмарска република        | 16. август 1931     | Билефелд, Немачка                  |
| 14,38        | Гизела Мауермајер Нацистичка Немачка       | 15. јул 1934.       | Варшава, Пољска                    |
| 14,59        | Татјана Севрјукова Наљчик, Совјетски Савез | 4. август 1948.     | Москва, СССР                       |
| 14,86        | Клаудиа Тохонова, Совјетски Савез          | 30. октобар 1949.   | Тбилиси, СССР                      |
| 15,02        | Ана Андрејева, Совјетски Савез             | 9. новембар 1950.   | Плоешти, Румунија                  |
| 15,28        | Галина Зубина, Совјетски Савез             | 26. јул 1952.       | Хелсинки, Финска name=iaaf/>       |
| 15,37        | Галина Зубина, Совјетски Савез             | 20. септембар 1952. | Фрунзе, СССР                       |
| 15,42        | Галина Зубина, Совјетски Савез             | 1. октобар 1952.    | Фрунзе, СССР                       |
| 16,20        | Галина Зубина, Совјетски Савез             | 9. октобар 1953.    | Малме, Шведска                     |
| 16,28        | Галина Зубина, Совјетски Савез             | 14. септембар 1954. | Кијев, СССР                        |
| 16,28        | Галина Зубина, Совјетски Савез             | 5. септембар 1955.  | Лењинград, СССР                    |
| 16,67        | Галина Зубина, Совјетски Савез             | 15. новембар 1955.  | Тбилиси, СССР                      |
| 16,76        | Галина Зубина, Совјетски Савез             | 13. октобар 1956.   | Ташкент, СССР                      |
| 17,25        | Тамара Прес, Совјетски Савез               | 26. април 1959.     | Наљчик, СССР                       |
| 17,42        | Тамара Прес, Совјетски Савез               | 16. јул 1960.       | Москва, СССР                       |
| 17,78        | Тамара Прес, Совјетски Савез               | 13. август 1960.    | Москва, СССР                       |
| 18,55        | Тамара Прес, Совјетски Савез               | 10. јун 1962.       | Лајпциг, Источна Немачка           |
| 18,55        | Тамара Прес, Совјетски Савез               | 12. септембар 1962. | Београд, СФРЈ                      |
| 18,59        | Тамара Прес, Совјетски Савез               | 19. септембар 1965. | Kassel, Западна Немачка            |
| 18,67        | Надежда Чижова Совјетски Савез             | 28. април 1968.     | Сочи, СССР                         |
| 18,87        | Маргита Гумел, Источна Немачка             | 22. септембар 1968. | Франкфурт на Одри, Источна Немачка |
| 19,07        | Маргита Гумел, Источна Немачка             | 20. октобар 1968.   | Мексико Сити, Мексико              |
| 19,61        | Маргита Гумел, Источна Немачка             | 20. октобар 1968.   | Мексико Сити, Мексико              |
| 19,72        | Надежда Чижова, Совјетски Савез            | 30. мај 1969.       | Москва, СССР                       |
| 20,09        | Надежда Чижова, Совјетски Савез            | 13. јули 1969.      | Chorzów, Пољска                    |
| 20,10        | Маргита Гумел, Источна Немачка             | 11. септембар 1969. | Источни Берлин, Источна Немачка    |
| 20,10        | Надежда Чижова Совјетски Савез             | 16. септембар 1969. | Атина, Грчка                       |
| 20,43        | Надежда Чижова, Совјетски Савез            | 16. септембар 1969. | Атина, Грчка                       |
| 20,43        | Надежда Чижова, Совјетски Савез            | 29. август 1971.    | Москва, СССР                       |
| 20,63        | Надежда Чижова, Совјетски Савез            | 19. мај 1972.       | Сочи, СССР                         |
| 21,03        | Надежда Чижова, Совјетски Савез            | 7. септембар 1972.  | Минхен, Западна Немачка            |
| 21,20        | Надежда Чижова, Совјетски Савез            | 28. август 1973.    | Лавов, СССР                        |
| 21,60        | Маријане Адам, Источна Немачка             | 6. август 1975.     | Источни Берлин, Источна Немачка    |
| 21,67        | Маријане Адам, Источна Немачка             | 30. мај 1976.       | Карл Маркс Штат, Источна Немачка   |
| 21,87        | Иванка Христова, Бугарска                  | 3. јул 1976.        | Белмекен, Бугарска                 |
| 21,89        | Иванка Христова, Бугарска                  | 4. јул 1976.        | Белмекан, Бугарска                 |
| 21,99        | Хелена Фибингерова, Чехословачка           | 26. септембар 1976. | Опава, Чехословачка                |
| 22,32        | Хелена Фибингерова, Чехословачка           | 20. август 1977.    | Нитра, Чехословачка                |
| 22,36        | Илона Слупијанек, Источна Немачка          | 2. мај 1980.        | Цеље, СФРЈ                         |
| 22,45        | Илона Слупијанек, Источна Немачка          | 11. мај 1980.       | Потсдам, Источна Немачка           |
| 22,53        | Наталија Лисовска Совјетски Савез          | 27. мај 1984        | Сочи, СССР                         |
| 22,60        | Наталија Лисовска Совјетски Савез          | 7. јун 1987.        | Москва, СССР                       |
| 22,63        | Наталија Лисовска Совјетски Савез          | 7. јун 1987.        | Москва, СССР                       |